# رنگ

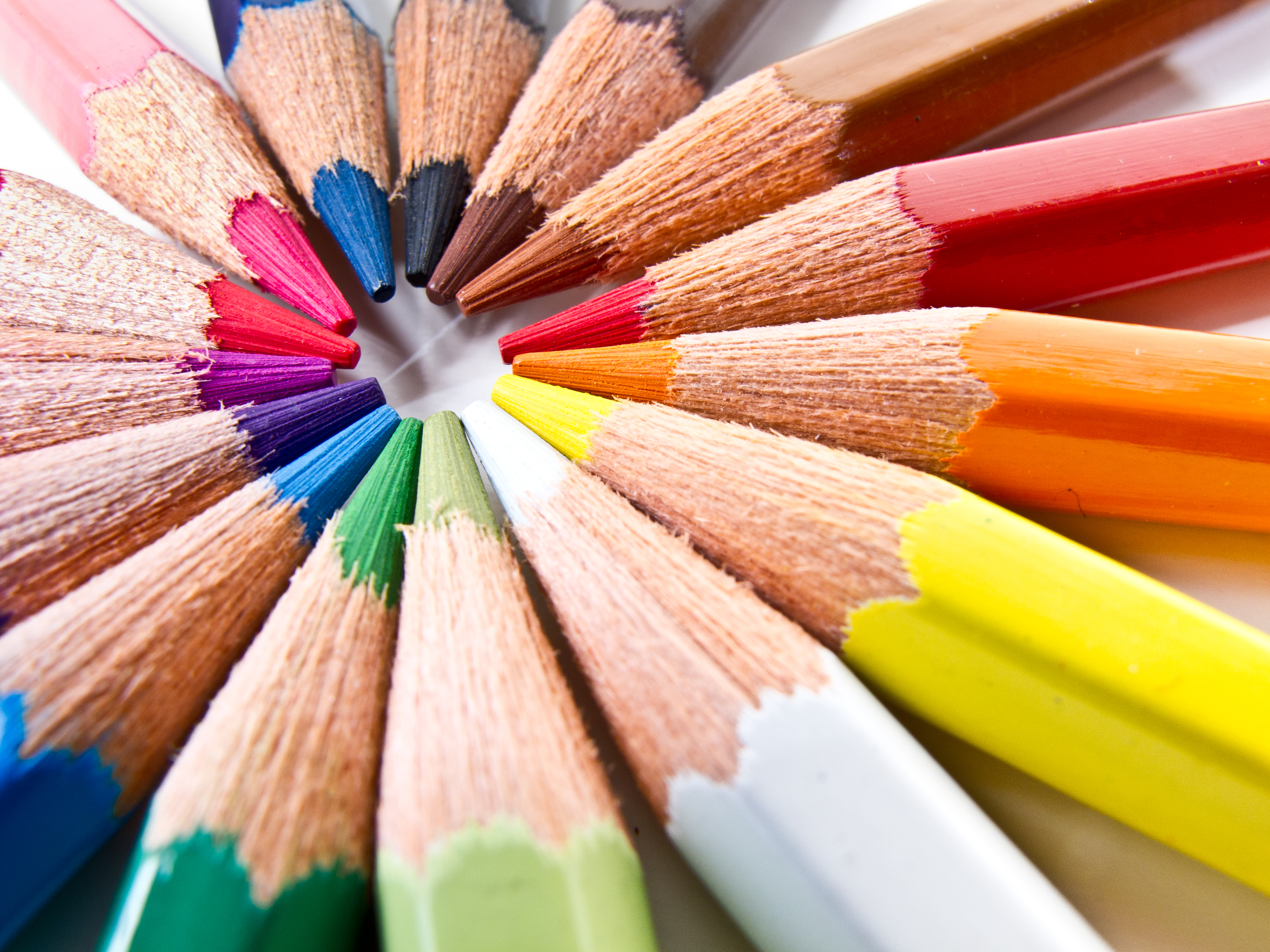
مدادرنگی‌ها

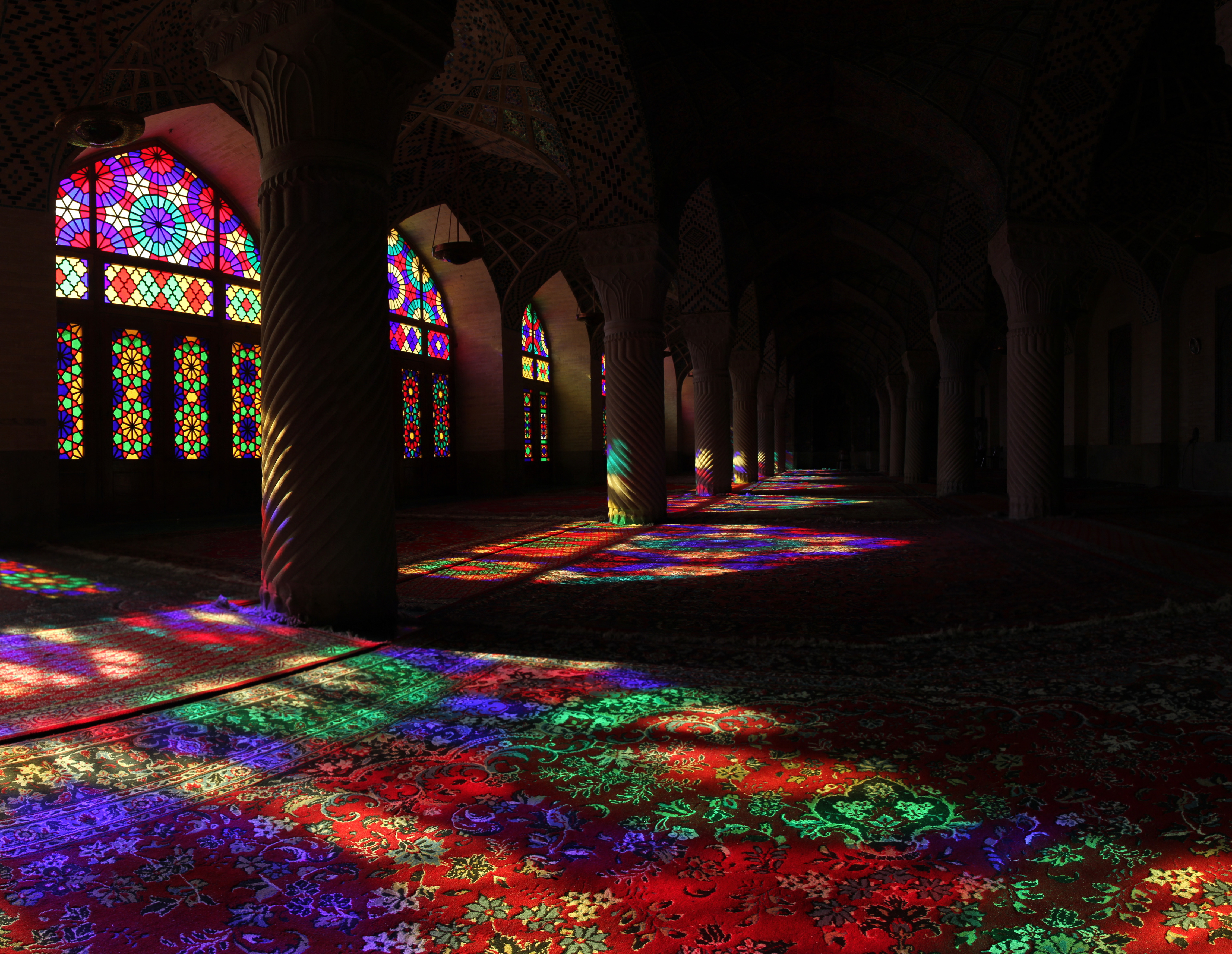
جلوه رنگ–نور خورشید از طریق شیشه‌های رنگی به قالی می‌تابد. (مسجد نصیرالملک در شیراز، ایران)

رنگ خواص ادراک بصری است، که از طیف نور تعامل‌یافته با سلول‌های گیرنور چشم ناشی می‌شود. عدم برابری شدت نور دریافتی در سه نوع سلول دریافت‌کننده نور رنگی قرمز، سبز و آبی در چشم باعث به وجود آمدن مفهوم رنگ در مغز می‌شود. اگر یک یا چند ناحیه از طول موج‌های نور مرئی توسط ماده جذب یا عبور داده شود، ماده رنگی خوانده می‌شود.
رنگ به هر مایع، شبیه مایع یا هر ترکیب صمغ مانندی که موقع اعمال شدن، لایه نازکی را جهت پوشاندن جسمی جامد ایجاد کند، می‌گویند. رنگ‌های اصلی سنتی شامل زرد، قرمز و آبی هستند. این سه رنگ با ترکیب هیچ رنگی درست نمی‌شوند. رنگ‌های مکمل عبارتند از:
- بنفش: آبی + قرمز
- نارنجی: قرمز + زرد
- سبز: زرد + آبی
- رنگ‌های اصلی نوری (رنگ افزایشی): شامل سبز، قرمز و آبی هستند. گیرنده‌های بینایی رنگ در چشم بر همین اساس به سه گیرنده رنگ سبز، قرمز و آبی تقسیم می‌شوند و طبعاً انواع کوررنگی نیز بر همین اساس طبقه‌بندی می‌شوند

## دید کلی
از رنگ برای محافظت از خوردگی، نگهداری، دکوراسیون یا جهت اضافه کردن هرگونه قابلیت بر روی یک سطح که توسط رنگدانه پوشانده می‌گردد، استفاده می‌شود. مثال‌هایی از محافظت عبارتند از: پوشاندن سطح فلزات برای کند کردن خوردگی، یا رنگ کردن خانه جهت محافظت از آن در برابر عناصر خارجی (آب، خاک و…).
مثالی از دکوراسیون داخلی، رنگ کردن اتاقی برای آماده‌سازی آن، جهت جشن می‌باشد. استفاده‌های دیگری که از رنگ می‌شود، شامل برگرداندن رنگی خاص از روی سطح یا استفاده بر روی سطوح علیه حرارت یا موازات با استفادهٔ حرارتی از آن سطح در کاربردهای مختلف است. مثال کاربردی دیگری در این زمینه، برای تشخیص دادن علایم صنعتی یا هشدارها، یا علامت‌گذاری لوله‌ها در صنعت یا در زمینهٔ کاربردهای نظامی می‌باشد.
رنگ را برای هر جسمی می‌توان استفاده کرد، برای مثال در هنر، پوشش‌های صنعتی، علایم جاده‌ای یا در لنگرگاه‌ها جهت جلوگیری از خوردگی توسط آب‌ها.
رنگ یک محصول نیمه تمام شده‌است، بدین معنی که بعد از استفاده توسط کاربر است که به مرحله پایانی خود که ایجاد یک پوشش مناسب است می‌رسد.
از رنگ همچنین همراه با مخلوط کردن لعاب، برای پوشش‌های پیشرفته و صیقلی‌سازی سطوح سرامیک و چینی و غیره نیز می‌توان استفاده کرد.

## تاریخچه
نقاشی‌های پیدا شده در غارها که توسط رنگ‌های به‌دست آمده از اُخرا، و اکسیدهای هماتیت و مگنتیت کشیده شده‌اند به ۴۰۰۰۰ سال قبل و به دوران انسان‌های هموساپینس بازمی‌گردد.
نقاشی‌های کهن در درنادای مصر که برای سالیان متمادی بدون حفاظ و در معرض هوا بوده‌است، یک پدیده درخشان اثر برلینسی می‌باشد که هنوز هم به همان روشنی ۲۰۰۰ سال قبل است. مصری‌ها رنگ‌هایشان را با ماده‌ای صمغ مانند، ترکیب می‌کردند و هر یک را به صورت جداگانه بر روی سطح اعمال می‌کردند بدون اینکه ذره‌ای با هم مخلوط کردند. آن‌ها از ۶ رنگ استفاده می‌کردند: سفید، سیاه، قرمز، آبی، زرد و سبز.
تاریخچه پیدایش رنگ به عنوان یکی از مهمترین عناصر فرهنگی و تجربیات انسان از اهمیت بسزایی برخوردار است. پیدایش تاریخچه رنگ بازتابی از تاریخ انسانی است که از زمان های باستانی گسترش یافته و در طول دوران های مختلف تکامل یافته است. در ابتدا، انسان از منابع طبیعی مثل سنگ ها، خاک و گیاهان برای استخراج رنگ استفاده می‌کرد. این تجربه‌های اولیه به تدریج به تولید رنگ‌های مصنوعی منجر شد و فناوری رنگ به سطحی پیشرفته‌تر رسید. از آن زمان تا به امروز، رنگ به عنوان یک ابزار اصلی در هنر، صنعت، علم و حتی روان‌شناسی شناخته شده است و نقش مهمی در زندگی روزمره و فرهنگ انسانها دارد.

## ترکیبات
رنگدانه :دانه‌های جامد ریزی هستند که در رنگ جهت توزیع رنگ، زبری، غلظت رنگ و… با یکدیگر متحد می‌گردند؛ ولی بعضی از رنگ‌ها یه جای ترکیبات معمول رنگدانه، از رنگ‌های دانه‌ای میکرونیزه استفاده می‌کنند.
رنگدانه‌ها به دو دسته طبیعی و شیمیایی تقسیم‌بندی می‌گردند. رنگدانه‌های طبیعی شامل خاک رس، کلسیم کربنات، سیلیکا، تالک و میکا می‌باشد. رنگدانه‌های شیمیایی حاوی مولکول‌های مهندسی یعنی، خاک رس تکلیس شده، رسوب‌های شیمیایی کلسیم کربنات و سیلیکاهای مصنوعی می‌باشد.
رنگدانه‌های مخفی، در کدرسازی رنگ و محافظت از لایه رنگ از اشعه ماوراءبنفش به کار می‌آید. انواع رنگدانه‌های مخفی از این قرار است: تیتانیوم دی‌اکسید، فتالوی آبی، و اکسید آهن قرمز.
پرکننده‌ها نوعی مخصوص از رنگدانه‌ها هستند که برای حجم دادن به لایه رنگ، پشتیبانی از ساختار رنگ و حجم دادن به خود رنگ، مورد مصرف قرار می‌گیرند.
پرکننده‌ها معمولاً حاوی مواد بی‌اثر ارزان قیمتی مانند آرد کوهی، تالک، آهک، باریت، خاک رس، کربنات کلسیم و… می‌باشند.
بعضی از رنگدانه‌ها سمی می‌باشند مانند سرب که در رنگ‌های سربی به کار رفته‌است یا در رزبن پایه رنگ روغن موجود است.
صنعت رنگسازی، شروع به جایگزینی رنگدانه‌های سرب با رنگدانه‌های کم خطر تر تیتانیوم دی‌اکسید، از سال ۱۹۷۸ نموده‌است. تیتانیوم دی‌اکسیدی که امروزه در رنگسازی استفاده می‌گردد، به دلایل مختلفی توسط سیلیکن یا آلومینیوم اکسید پوشانده می‌گردد.
چسب یا ناقل: چسب معمولاً به ناقلی گفته می‌شود که ترکیب شکل دهنده اصلی فیلم (لایه نازک رنگ) می‌باشد. تنها ماده‌ای که حتماً باید در رنگ حاضر باشد، همین ماده‌است. حضور سایر ترکیبات در رنگ، اختیاری است.
چسب‌ها حاوی زرین‌های طبیعی یا شیمیایی اند مانند اکریلیک، پلی اورتان، پلی استر، رزین ملامین، اپوکسی و آلکید
رنگ لاتکس، محلولی کلوئیدی بر پایه آب است که از ذرات پلیمری میکرونیزه تشکیل شده‌است. معنی کلمه لاتکس، یعنی حلّال در آب.
این روزها که بحث حفاظت از محیط زیست نیز مطرح است، شرکت‌های تولیدکننده رنگ، از استفاده از مواد آلی فرّار در تولیدات شان، محدود شده‌اند. دلیل این امر، که توسط سازمان محیط زیست اعلام گشته‌است، صدمه زدن بعضی از این ترکیبات به لایه ازون و در نتیجه، افزایش میزان پرتو فرابنفش می‌باشد. حلال‌هایی که در مرحله اول از رنگ تبخیر می‌گردد، باعث تخریب لایه ازون می‌گردد و هر لیتر حلال نفتی ۱۰۰۰لیتر هوا را آلوده می‌کند.
بحث حلال یا تینر در رنگ، جداگانه مطرح می‌گردد:
حلال‌ها:هدف اصلی از استفاده از حلال‌ها، تنظیم کردن رقّت و فرّاریت و وسیکوزیته رنگ است. حلال، فرّار است و در فیلم (لایه نازک رنگ) باقی نمی‌ماند. حلال، همچنین نرخ جریان تابع لزجت و کاربرد سایر ترکیبات و نیز پایداری رنگ را در حالت سیال، کنترل می‌کند.
آب، بهترین نوع حلال برای رنگ‌های آب-محور می‌باشد که در چند دهه اخیر گسترش یافته و بخاطر ویژگی‌های منحصر بفرد آن روز به روز استفاده از آن بیشتر می‌شود به شکلی که رنگ‌های روغنی پایه آلکیدی در اروپا و آمریکا محدود شده‌است.
رنگ‌های حلال-محور، که گاهی نیز رنگ‌های روغنی نامیده می‌شوند، می‌توانند تعداد کثیری از حلال‌ها را در خود جای دهند که شامل ترکیبات آروماتیک، آلیفاتیک، الکلها و کتون‌ها و رزین‌های سبک رقیق‌کننده خواهند بود. چنین حلال‌هایی در مواقعی استفاده می‌گردند که رنگ‌های روغن-محور و ضدآب مورد نیاز است.
مواد افزودنی:کنار ست تشکیل دهنده اصلی رنگ که در بالا مورد بحث قرار گرفتند، رنگ می‌تواند حاوی مواردی بسیار وسیع از مواد افزودنی باشد که به مقدار بسیار کمی به رنگ افزوده می‌گردد و در کمال تعجب، اثر بسیار زیادی بر روی خواص رنگ می‌گذارد. مثال‌هایی از این موارد، موادی هستند که ضدکف، معلق‌کننده، غلظت دهنده و کشش سطحی رنگ را تنظیم می‌کنند، جاری شدن رنگ را بهبود می‌بخشند، ظاهر پایانی را تصحیح می‌کنند، تری و خیسی لبه رنگ را بالا می‌برند، پایداری رنگدانه را بهبود می‌بخشند، خواص ضدّ یخ زدگی ایجاد می‌کنند، مقدار کف‌کنندگی و پوسته‌پذیری رنگ را کنترل می‌کند.
انواع دیگر از مواد افزودنی شامل کاتالیست‌ها، حجم دهنده‌ها (با پرکننده‌ها اشتباه گرفته نشوند)، پایدارکننده‌ها، امولسیون سازها، زمینه‌سازها، پیش بَرهای مواد افزودنی، پایدارکننده‌های ضد اشعه ماوراءبنفش، عوامل کدرکننده و بایوسایدها (جهت مقابله با رشد باکتری‌ها) می‌باشند.

### فیزیک رنگ
خاصیت ذره‌ای و موجی نور که یک پدیدهٔ فیزیکی الکترومغناطیسی است و در نتیجهٔ برخورد نور به سطح اشیاء و باز تاب ویژهٔ طول موجی این تابش نور و شدت آن، توسط چشم احساس و پردازش شده، و به عنوان مفهوم رنگ آن در ذهن شناخته می‌شود. تجزیهٔ نور سفید توسط یک منشور نیز یک خاصیت فیزیکی است که با این عمل هفت رنگ طیف به‌دست می‌آید: شامل بنفش، نیلی، آبی، سبز، زرد، نارنجی و قرمز است؛ بنابراین رنگ‌ها ناشی از امواج نور هستند و چشم انسان قادر است رنگ‌هایی را که طول موج آن‌ها بین ۴۰۰ تا ۷۰۰ نانومتر است ببیند. (نانومتر واحدی است برای اندازه‌گیری امواج که معادل یک میلیونوم میلی‌متر است). در قرن هفدهم میلادی نیوتن موفق شد با تجزیه نور سفید طیف رنگ‌ها را به دست آورد. او کشف نمود که نور سفید شامل انواع اشعه است که هرگاه به‌طور جداگانه‌ای با شبکهٔ چشم انسان برخورد کند احساس یک رنگ مجزا را به وجود خواهد آورد و اختلاط این اشعه‌ها بر روی شبکهٔ چشم، رنگ سفید را محسوس می‌سازد.

### رنگ‌های اصلی و فرعی
رنگ‌های بنیادین یا اصلی، رنگ‌های قرمز، زرد و آبی هستند که به آن‌ها رنگ‌های اولیه نیز می‌گویند. رنگ‌های دیگر «فرعی» نامیده می‌شوند. برای مثال در رنگ‌های رنگین‌کمان، نارنجی، سبز و بنفش فرعی هستند. از ترکیب رنگ‌های فرعی نمی‌توان رنگ‌های اصلی را به وجود آورد ولی از ترکیب رنگ‌های اصلی رنگ‌های فرعی به دست می‌آید.

### هارمونی
هر چه رنگ‌ها ساده‌تر باشند هارمونی آن‌ها واضح تر است. آزمایش‌ها و تجربیات متفاوت نشان می‌دهد که افراد نسبت به هماهنگی یا عدم هماهنگی رنگ‌ها نقطه نظرهای متفاوتی دارند. اغلب در نظر مردم رنگ‌های هماهنگ آن‌هایی هستند که از یک خانواده باشند، یا در عین تنوع با جلوه یکسانی خودنمایی کنند، یا رنگ‌هایی که بدون تضاد در مجاور هم قرار بگیرند. به‌طور کلی عنوان هارمونی یا عدم هارمونی فقط در رابطه با احساس انسان است که به صورت مطلوب بودن یا نبودن و جذاب بودن یا نبودن مطرح می‌گردد. تمام این‌ها از یک ارزیابی مشخصی است. هارمونی یعنی تعادل و توازن بین قدرت‌های رنگی؛ مثلاً اگر ما برای مدتی به یک مربع قرمز خیره شویم و سپس چشم را ببندیم یک پس تصویر که به صورت مربع سبز رنگ است در نظرمان ظاهر می‌شود و بر عکس اگر به مربع سبز رنگ نگاه کنیم بعد از مدتی که چشم بسته شود. مربع قرمز رنگ در چشم ظاهر می‌شود. در چشم انسان همیشه رنگ‌های مکمل رنگ نخستین ظاهر می‌شود. این عکس‌العمل فیزیکی نسبت به رنگ‌ها جست وجویی برای ایجاد توازن و تعادل است. رنگ‌های مکمل یکی از پایه‌ها و اصول هارمونی هستند.

## دمای رنگ
رنگ‌ها دارای مشخصه‌ای بنام سردی یا گرمی هستند. رنگی که ما می‌بینیم، حاصل طول موج نور منعکس شده از رنگ است. طیفهای قابل دیدن بین فروسرخ (در انتهای طرف گرم) و فرابنفش (در انتهای طرف سرد) قرار دارند.

## انواع رنگ‌ها

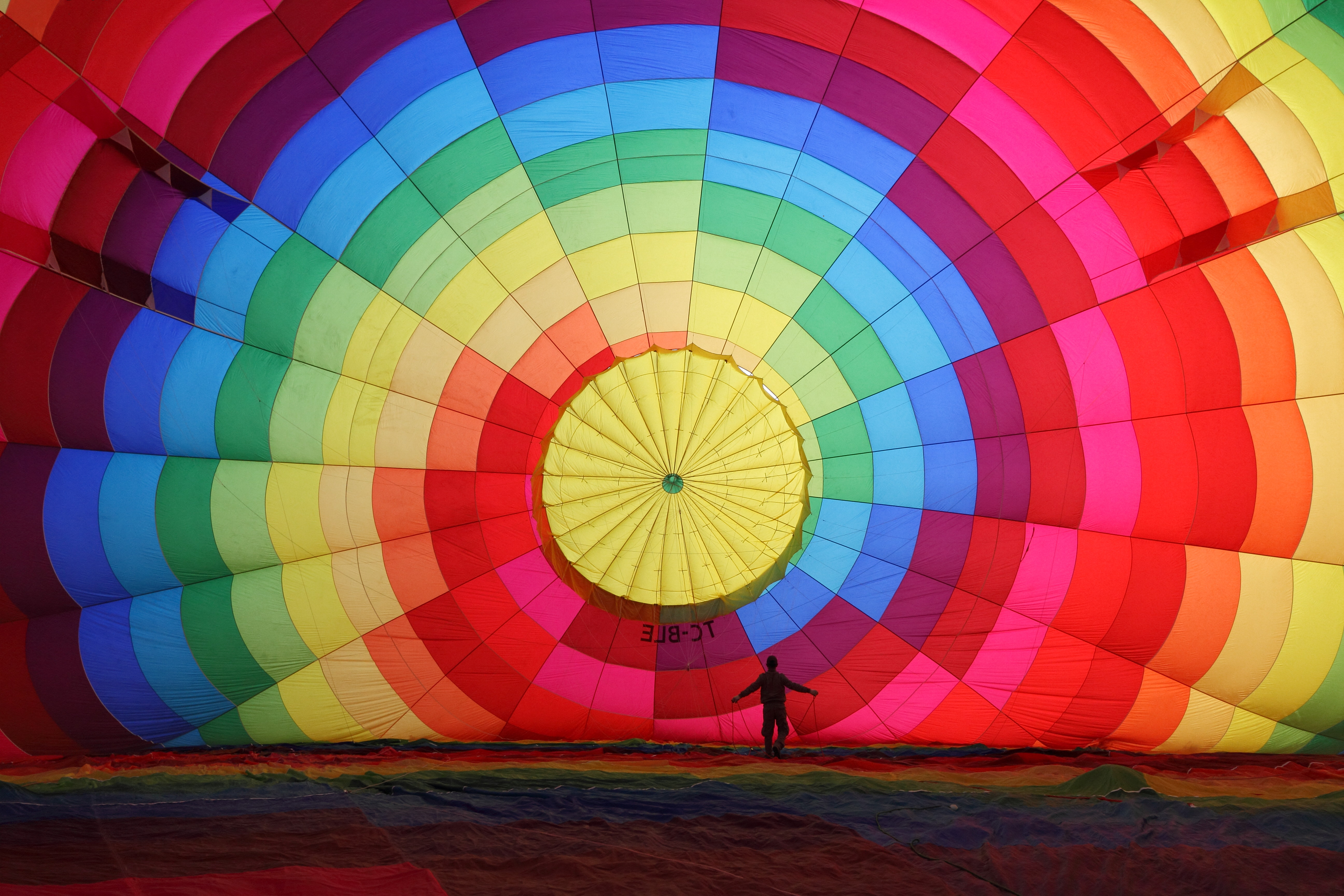
تصویری از بالون با هوای گرم، قبل از سفر هوایی بر روی شهر کاپادوکیه. در این تصویر، که از داخل بالون گرفته شده‌است، انواع رنگ‌ها به خوبی نمایان است.

### رنگ‌های گرم
رنگ‌های گرم نیمه قرمز چرخه رنگها به عنوان رنگ‌های گرم شناخته می‌شوند که شامل زرد- سبز و قرمز-بنفش می‌باشد.
- نقاط قوت: این رنگ‌ها القاءکننده گرمی و راحتی هستند.
- نقاط ضعف: رنگ‌های گرم زیادی در تصویر باعث تضعیف برجستگی که باید در تصویر وجود داشته باشد می‌شود.

نکته: بنفش نقشی دوگانه دارد در کنار رنگ‌های گرم خاصیت گرمی و در کنار رنگ‌های سرد خصلت سرد دارد.
به‌طور کلی می‌توان رنگ‌های اصلی را «زرد = متناسب با شکل مثلث --- قرمز = متناسب با شکل مربع --- آبی = متناسب با شکل دایره» دانست و در کنار آن سه رنگ دیگر «نارنجی - سبز - بنفش» را در گروه رنگ‌های مکمل طبقه‌بندی کرد.

### رنگ‌های سرد
نیمه آبی چرخه رنگ به عنوان رنگ‌های سرد شناخته شده که شامل آبی - سبز و آبی - بنفش می‌باشد.
- نقاط قوت: این رنگ‌ها آرام و راحت هستند. این رنگ‌ها ممکن است به صورت غیر صمیمی و بی تکلف و ساده دیده شوند و برای انتخاب به عنوان پس زمینه مناسب هستند. اما استفاده از رنگ‌های سرد در طراحی به صلاح‌دید طراح گرافیک نیازمند است.
- نقاط ضعف: این رنگ‌ها احساس منفعلانه داشته و ممکن است برای تصاویر گرافیکی قوی مناسب نباشند.

## گام رنگ‌ها
تمام پدیده‌های طبیعت از امواج یا ارتعاشات ساخته شده‌اند. صوت هم مانند نور و حرارت پدیده ایست برخاسته از ارتعاشاتی میان ۳۲ درجه تا ۷۳۰۰۰ درجه. همین‌طور است امواج حرارتی (که عالمان فیزیک به آن ارتعاشات حرارتی گفته‌اند) این ارتعاشات ۱۳۴ تریلیون تخمین زده شده‌است. همچنین است ارتعاشات نوری که از ۴۸۳ تریلیون آغاز می‌شود و به ۷۰۸ تریلیون ختم می‌گردد.
اعداد ذیل درجات ارتعاشات هفت رنگ رنگین کمان را که به گام رنگ‌ها موسوم است نشان می‌دهد.
1. قرمز: ۴۸۳ تریلیون موج یا ارتعاش در ثانیه
2. نارنجی: ۵۱۳ تریلیون موج یا ارتعاش در ثانیه
3. زرد: ۵۴۳ تریلیون موج یا ارتعاش در ثانیه
4. سبز: ۵۷۹ تریلیون موج یا ارتعاش در ثانیه
5. آبی: ۶۳۰ تریلیون موج یا ارتعاش در ثانیه
6. نیلی: ۶۶۹ تریلیون موج یا ارتعاش در ثانیه
7. بنفش: ۷۰۸ تریلیون موج یا ارتعاش در ثانیه

جان داشتن و تفکر موسیقایی، تحرک و پیوستگی لحن برگزیده شده به منظور تجسم اندیشه، هم‌آهنگی اختیار شده برای تقویت و القاء اندیشه، و وزن‌های گونه گون، سازنده رنگ در یک اثر موسیقی هستند. رنگ، به موسیقی سهمی عطا می‌کند که موسیقی دان به وسیله آن قادر خواهد شد صحنه‌ای، یا فضایی را که مورد نظرش است تجسم بدهد.
با تجزیه نور توسط منشور، آن دسته از اشعه‌ها که طول موج کوتاهی دارند به رنگ آبی بنفش دیده می‌شوند و آن دسته از اشعه‌های نو که بلندترین طول موج را دارند به رنگ قرمز دیده می‌شوند. دسته‌ای دیگر از طیف حاصل که دارای طول موج متوسط هستند به رنگ سبز دیده می‌شوند؛ بنابراین سه رنگ اصلی نور:قرمز با طول موج بلند، سبز با طول موج متوسط و بنفش با طول موج کوتاه، وقتی با یکدیگر ترکیب می‌شوند نور سفید حاصل می‌شود.

## مفهوم رنگ
- رنگ به عنوان عنصری تجسمی برای توصیف موضوع اثر و خصوصیات آن؛ مثل ترسیم یک منظره پاییزی یا زمستانی که برای هرکدام از اجزای آن منظره (درخت‌ها، ساختمان‌ها، زمین، آسمان و …)از طیف رنگ‌های خاصی استفاده می‌شود و به این ترتیب پاییزی یا زمستانی بودن فضای آن منظره و همه ویژگی‌هایش با رنگ‌هایی که در آن استفاده شده توصیف می‌گردد. این خصوصیت توصیف گرانه رنگ می‌تواند در ترسیم یک طبیعت بیجان و عناصر آن، یک چهره و پیکره ویا هر موضوع دیگری به کار گرفته شود. مثل آثار نقاشان طبیعت‌گرا یا همانگونه که رنگ‌های یک عکس رنگی موضوع خود را توصیف می‌کنند.
- رنگ به عنوان عنصری نمادین و استعاری که معانی عمیق و درونی اثر و اجزای آن را به نمایش می‌گذارد. برای مثال در بسیاری از آثاری که هنرمندان بر اساس محتوای موضوعات اعتقادی، مذهبی، رمزی و افسانه‌ای ساخته‌اند، کاربرد رنگ عموماً جنبه‌ای نمادین و استعاری دارد.
- استفاده از رنگ برای به نمایش گذاشتن ارزش‌های درونی و زیبایی‌ها و تأثیرات خود رنگ، بدون در نظر داشتن ارزش‌های استعاری و توصیفی آن. ارزش‌های بصری رنگ‌ها در هنر معاصر بیش از هر دوره دیگری مورد توجه هنرمندان قرار گرفته‌است. به‌طوری‌که در برخی از شیوه‌های هنر جدید، آثار صرفاً بر اساس ارزش‌های بیانی خود رنگ‌ها و نمایش قدرت تأثیرگذاری و زیبایی‌های بصری آن‌ها ساخته شده‌است. همچنین از این خصوصیت رنگ به عنوان جنبه تزیینی دربسیاری از محصولات صنعتی، کاربردی و هنرهای سنتی مثل فرش، گلیم، پارچه، طراحی و دوخت لباس، معماری و شهرسازی بهره می‌بردند.[۳]

## انواع رنگ صنعتی
رنگ‌های صنعتی انواع مختلفی دارند که هر کدام برای کاربردهای خاصی طراحی شده‌اند. 
این رنگ‌ها به طور کلی برای محافظت و زیباسازی سطوح در محیط‌های صنعتی استفاده می‌شوند و مقاومت بالایی در برابر عوامل مختلف مانند خوردگی، حرارت، و مواد شیمیایی دارند.

#### برخی از انواع رایج رنگ‌های صنعتی عبارتند از:
رنگ‌های اپوکسی: این رنگ‌ها به دلیل مقاومت بالا در برابر مواد شیمیایی، رطوبت و سایش، در محیط‌های صنعتی مختلف از جمله پالایشگاه‌ها، کارخانجات و سازه‌های فلزی کاربرد دارند. 
رنگ‌ پلی‌ اورتان: رنگ پلی‌اورتان، یا PU (پلی‌اورتان)، یک نوع رنگ مصنوعی است که از پلی‌اورتان ساخته شده است، که یک نوع پلیمر است. این رنگ‌ها معمولاً برای پوشش سطوح مختلف مورد استفاده قرار می‌گیرند، از جمله چوب، فلز، پلاستیک و غیره. حلال‌ها در فرآیند ساخت این رنگ‌ها به عنوان حلال‌های آلی استفاده می‌شوند.
رنگ پلی اورتان یکی از زیباترین و باکیفیت‌ترین رنگ‌های پوششی است که در تماس با باران های اسیدی مقاومت خوبی از خود نشان می‌دهد. این نوع رنگ‌ها در برابر انواع اشعه‌های خورشید دوام بالایی دارند و در زمان کوتاهی با کمترین حرارت سریعاً خشک می‌شوند، معمولاً رنگ‌های پلی اورتان برخلاف سایر رنگ‌های شیمیایی پوست پرتقالی نمی‌شوند و دارای خواص مکانیکی و شیمیایی فوق‌العاده‌ای هستند.
رنگ‌های ضدحریق: این رنگ‌ها برای جلوگیری از گسترش آتش و محافظت از سطوح در برابر حرارت بالا استفاده می‌شوند. 
رنگ‌های مقاوم به حرارت: این رنگ‌ها برای استفاده در دماهای بالا و محیط‌های گرم طراحی شده‌اند و مقاومت خوبی در برابر حرارت دارند. 
رنگ‌های کولتار اپوکسی: این رنگ‌ها به دلیل مقاومت بالا در برابر خوردگی و مواد شیمیایی، در صنایع نفت و گاز، پتروشیمی و خطوط لوله کاربرد دارند. 
رنگ‌های ترافیکی: این رنگ‌ها برای خط‌کشی جاده‌ها، پارکینگ‌ها و علائم ترافیکی به کار می‌روند و مقاومت بالایی در برابر سایش و عوامل جوی دارند. 
رنگ‌های سوله: این رنگ‌ها برای رنگ آمیزی سازه‌های فلزی سوله ها و سایر سازه های فلزی استفاده می شوند و معمولاً مقاومت خوبی در برابر شرایط محیطی دارند. 
رنگ‌های آستر: این رنگ‌ها به عنوان لایه زیرین برای افزایش چسبندگی و مقاومت رنگ اصلی به کار می‌روند و معمولاً از جنس اپوکسی یا پلی‌یورتان هستند.

## چشم‌انداز فرهنگی
معانی و ارتباطاتی که با رنگ‌ها همراه هستند، می‌توانند نقش مهمی در آثار هنری از جمله ادبیات ایفا کنند.

### واژگان
رنگ‌ها به چندین روش متفاوت هستند، از جمله طیف رنگی (سایه‌های قرمز، نارنجی، زرد، سبز، آبی و بنفش و غیره)، اشباع، و روشنایی. برخی کلمات مرتبط با رنگ از نام شیئی با آن رنگ منشأ می‌گیرند، مانند ""نارنجی"" یا ""سالمونی""، در حالی که برخی دیگر انتزاعی هستند، مانند ""قرمز"".
در مطالعه‌ای در سال ۱۹۶۹ به نام «اسامی اصلی رنگ‌ها: جهانی بودن و تکامل آنها» برنت برلین و پل کی الگوهایی را در نام‌گذاری رنگ‌های «اصلی» توضیح می‌دهند (مانند «قرمز»، اما نه «قرمز-نارنجی»، «قرمز تیره» یا «قرمز خونین» که به عنوان «سایه‌های» قرمز شناخته می‌شوند).

### ارتباطات
هر رنگی ارتباطات فرهنگی بسیاری را برمی‌انگیزد، مانند رنگ‌های ملی (به طور کلی در مقالات مربوط به رنگ‌های خاص و نمادگرایی رنگی توصیف شده). حوزه روان‌شناسی رنگ تلاش می‌کند تا تأثیر رنگ بر احساسات و فعالیت انسان را تعیین کند. رنگ‌درمانی شکلی از طب جایگزین است که به سنت‌های مختلف شرقی اختصاص داده می‌شود. رنگ‌ها در کشورهای مختلف و فرهنگ‌های مختلف ارتباطات متفاوتی را ایجاد می‌کنند.
رنگ سیاه در فرهنگ چینی نماد آب است. چین‌های باستانی رنگ سیاه را رنگ اصلی می‌دانستند. امروزه در فرهنگ چینی، سیاه با شر و اندوه مرتبط است.
ثابت شده است که رنگ‌های مختلف بر توانایی‌های شناختی تأثیر می‌گذارند. به عنوان مثال، محققان دانشگاه لینز در اتریش نشان داده‌اند که رنگ قرمز توانایی‌های شناختی مردان را به طور قابل توجهی کاهش می‌دهد. ترکیب رنگ قرمز و زرد می‌تواند احساس گرسنگی ایجاد کند که برخی از صاحبان رستوران‌های زنجیره‌ای از آن سود می‌برند.
رنگ همچنین نقش مهمی در توسعه حافظه ایفا می‌کند. عکسی سیاه و سفید اندکی کمتر از عکس رنگی در حافظه باقی می‌ماند. تحقیقات نشان می‌دهند که پوشیدن رنگ‌های روشن شما را برای افرادی که ملاقات می‌کنید به یادماندنی‌تر می‌کند.